# Sarah Docter
Sarah Beth Docter-Williams (* 10. Mai 1964 in Madison, Wisconsin) ist eine ehemalige US-amerikanische Eisschnellläuferin.
Docter-Williams trat erstmals bei der Mehrkampfweltmeisterschaft 1979 international in Erscheinung. Dort belegte sie den 12. Platz. Wenige Wochen später, bei der Junioren-WM wurde sie 8. Ein Jahr später erreichte sie bei der Mehrkampf-WM Rang 7, nachdem sie über 3000 Meter Drittplatzierte wurde. Die Eisschnelllauf-Sprintweltmeisterschaft 1980 beendete sie auf dem 11. Platz. Dabei hatte sie den ersten Lauf über 1000 Meter als Zweite beendet.
Docter-Williams qualifizierte sich für die Olympischen Winterspiele 1980 in Lake Placid. Dort trat sie bei vier Strecken an. Über 500 Meter wurde sie 23., über 1000 Meter belegte sie den 14. Platz, über 1500 Meter erreichte sie Rang 13. Ihr bestes olympisches Ergebnis war der 10. Platz über 3000 Meter. Bei der anschließenden Juniorenweltmeisterschaft gewann Docter-Williams die Silbermedaille, ebenso wie im zweiten Lauf über 1000 Meter. Den ersten Lauf hatte sie als Dritte beendet. In der folgenden Saison gewann sie Bronze bei der Mehrkampfweltmeisterschaft, nachdem sie über 1000 Meter und 3000 Meter ebenfalls Dritte wurde. Bei der Sprint-WM erreichte sie Rang 16. Anfang März 1981 wurde Docter-Williams Juniorenweltmeisterin im Mehrkampf, mit Siegen auf den Teilstrecken 1000 Meter, 1500 Meter und 3000 Meter, sowie dem dritten Platz über 500 Meter. In ihrer letzten aktiven Saison 1981/82 nahm sie nochmals an den Sprint- und Mehrkampfweltmeisterschaften teil und erreichte dort die Plätze 11 und 5.
Docter-Williams war ebenfalls als Radfahrerin auf der Straße aktiv und qualifizierte sich 1981 für die UCI-Straßen-Weltmeisterschaften in Prag, sah aber von einem Start ab, um ein Eisschnelllauf-Trainingscamp vorzuziehen.
Docter-Williams' Schwester Mary war ebenfalls als Eisschnellläuferin aktiv.

## Persönliche Bestzeiten
| Strecke | Zeit        | Datum            | Ort    |
| ------- | ----------- | ---------------- | ------ |
| 500 m   | 42,69 s     | 13. Februar 1982 | Inzell |
| 1000 m  | 1:23,84 min | 14. Februar 1982 | Inzell |
| 1500 m  | 2:08,37 min | 13. Februar 1982 | Inzell |
| 3000 m  | 4:28,05 min | 14. Februar 1982 | Inzell |